# زبان اوریه
اوریه (ଓଡ଼ିଆ oṛiā)، به طور رسمی اودیه تلفظ می‌شود یکی از زبان‌های هندوآریایی هندوستان است. خاستگاه این زبان ایالت اوریسا است، ولی در بخش‌هایی از بنگال غربی، جارکند، چتیسگر و آندرا پرادش نیز گویشورانی دارد. این زبان یکی از چندین زبان رسمی کشور هند است، در اوریسا زبان رسمی و در جارکند دومین زبان رسمی شمرده‌می‌شود.
پیدایش ادبیات اوریه‌ای به سدهٔ دهم میلادی بازمی‌گردد.